# Афанасьев, Александр Алексеевич (актёр)
Алекса́ндр Алексе́евич Афана́сьев (23 марта 1917, Палкино, Великолукский округ — 4 сентября 1987, Павловск, Ленинград) — советский актёр театра и кино.

## Биография
Родился в 1917 году в деревне Палкино тогда Ашевского района Псковской области в бедной крестьянской семье.
В 1934 году уехал в Ленинград учиться в школе строительного ученичества, занимался в художественной самодеятельности.
В 1936 году был принят актёром во вспомогательный состав Ленинградского малого оперного театра.
В 1938 году призван на срочную службу в РККА. В начале Великой Отечественной войны — сержант, командир отделения в 369-м гаубичном артполку 122 стрелковой дивизии, полк дислоциоровался на границе с Финляндией, в первых числах июля 1941 года попал в плен, находился в финском концлагере, затем перемещён в немецкий концлагерь в Норвегии, откуда был освобождён Красной Армией в 1945 году. Был направлен служить на Дальний восток, принял участие в Войне с Японией.
После демобилизации в 1945 году остался во Владивостоке, один год работал художественным руководителем клуба «Судоверфь».
Был приглашён Иваном Ефремовым в штат Приморского краевого театра имени Горького, где служил с 1946 по 1957 год.
В 1957 году вернулся в Ленинград и в 1960 году вошёл в штат актёров киностудии «Ленфильм», снялся в почти 70 фильмах.
С 1977 года на пенсии, жил под Ленинградом в Павловске, где умер в 1987 году.

## Избранная фильмография
- 1959 — В твоих руках жизнь — Анулин, директор дорожного хозяйства
- 1959 — Спасённое поколение — Прокуров
- 1959 — Поднятая целина — прокурор
- 1960 — Анафема — купец
- 1960 — Люблю тебя, жизнь — Терентий, глава секты иеговистов
- 1960 — Человек с будущим — Илья Филимонович Федосеев, главный механик
- 1961 — Горизонт — совхозник, собеседник у костра
- 1962 — После свадьбы — Тихон Абрамович Анисимов, начальник колхозной мастерской
- 1963 — Мандат — Степан Кузьмич, кулак
- 1963 — Улица Ньютона, дом 1 — Василий Тимофеевич, отец Тима
- 1964 — Жаворонок — немецкий офицер
- 1964 — Мать и мачеха — Семен Варенцов, бригадир шабашников
- 1965 — Акваланги на дне — Алексей Дмитриевич Никифоров, начальник погранзаставы
- 1965 — Залп «Авроры» — Егор, солдат
- 1965 — Сколько лет, сколько зим! — командир
- 1966 — Кто придумал колесо? — пассажир с будильником
- 1966 — На диком бреге — секретарь
- 1967 — Татьянин день — господин в котелке (нет в титрах)
- 1968 — Разведчики — немецкий полковник
- 1969 — На пути в Берлин — полковник
- 1970 — Африканыч — Кузьмич
- 1970 — Взрывники — Николай Иванович. дядя Сергея, главный бухгалтер
- 1970 — Хозяин — вахтёр Путиловского завода
- 1971 — Город под липами — капитан 1-го ранга Рыжухин
- 1971 — Красная метель — начальник станции
- 1971 — Найди меня, Лёня! — Митрич, рыбак
- 1971 — Освобождение — Дмитрий Лелюшенко, генерал
- 1972 — Двенадцать месяцев — Февраль
- 1972 — Дела давно минувших дней… — Семен Семенович, приказчик антиквара
- 1972 — Круг — Миронов, начальник ВОХР
- 1974 — В Баку дуют ветры — Штеллингер, командир спецгруппы «Вартбург»
- 1976 — Строговы — Дубровин
- 1977 — Блокада — Ковалёв, начальник связи
- 1978 — Соль земли — член президиума пленума
- 1979 — Нескладуха — мужик
- 1981 — Сильва — лакей
- 1981 — 20 декабря — Пахомыч, работник типографии газеты